# Alter Mojsze Goldman
Pour les articles homonymes, voir Goldman.
Alter Mojsze Goldman, né le 17 novembre 1909 à Lublin et mort le 1er décembre 1988 à Vénissieux, est un émigré juif polonais devenu résistant français. Décoré de la Légion d'honneur un mois avant sa mort, il est le père de quatre enfants dont Pierre Goldman, Robert Goldman et Jean-Jacques Goldman.

## Biographie
Alter Mojsze Goldman naît en Pologne à Lublin, et devient orphelin de père à l'âge de 6 mois, Ida, sa sœur, est la grand-mère de Lola Lafon. À 15 ans, alors qu'il revendique déjà 4 ans d'appartenance à la branche communiste du Bund, il quitte la Pologne en raison des discriminations antisémites auxquelles il refuse d'être soumis.
Il travaille 6 mois en Allemagne où il envisage de manifester violemment lors de l'affaire Sacco et Vanzetti. Dissuadé de le faire par le parti communiste allemand, et ayant appris que des manifestations avaient lieu en France, pays symbolisant à ses yeux la liberté en raison de la Révolution française, il s'y rend la même année. Refusant de continuer à endosser le métier de tailleur trop connoté « métier de Juifs », il aspire à devenir prolétaire dans l'industrie lourde et travaille dans des mines de plomb à Trémuson en Bretagne pendant une année,,, avant d'être ouvrier mécanicien dans un atelier de confection en région parisienne. Il est membre du YASC (Yiddish Athletic Sporting Club), un club communautaire rattaché au parti communiste. Il demande sa naturalisation et s'enrôle dans l'armée en 1930 au sein des Chasseurs d'Afrique.
En 1936, il est à Barcelone pour participer aux olympiades alternatives, qui rassemblent plus de 6000 athlètes de tous pays , avec les membres de son équipe de basket-ball du Yasc.
Franco ayant pris le pouvoir la même semaine, Léon Blum incite les athlètes français à regagner le pays en bateau. Plus tard, une partie de ses camarades repartent en Espagne s'engager cette fois dans la compagnie Botwin des brigades internationales, fondée à l'hiver 1937-1938, qui a pour rôle non de rassembler mais de représenter "ontologiquement" les volontaires juifs de la classe ouvrière. Alter Goldman hésite avant de refuser de les suivre, ayant gardé en mémoires les procès de Moscou de 1936-1938 qu'il a trouvés très injustes, et ne comprenant pas pourquoi il devrait haïr des hommes qu'il a admirés,. Entre-temps, à Paris, à Belleville, une pièce de théâtre racontant l'histoire de Naftali Botwin a un grand succès, et selon l'historien Arno Lustiger, Pierre Goldman garde parmi ses souvenirs d'enfance son père, bouleversé par cette pièce de théâtre où les acteurs crient « Vive le communisme ! », « Vive l'Internationale ! », « Vive le peuple juif ! ».
Il est mobilisé en 1939 et démobilisé en 1940. Il rejoint alors dans la Zone libre un réseau de résistance juive qui commence tout juste à s'organiser, au sein des Francs-tireurs et partisans - Main-d'œuvre immigrée. Il y est chargé du travail militaire et de l'organisation de groupes de combat. Ces deux mêmes années, en 1942 et 1943, son dossier est étudié à deux reprises par la commission de révision des naturalisations mise en place par le régime de Vichy, qui prive plus de 15 000 français récemment naturalisés de toute nationalité, sans possibilité de se défendre. Il échappe au statut d'apatride grâce à un passé peu bruyant et un commentaire dans son dossier faisant mention de ses blessures au combat, d'une citation et d'une période de captivité. Il participe en tant que chef des commandos à la libération de Villeurbanne lors de l'insurrection de 1944.
Durant la même période, il fait connaissance de Janine Sochaczewska, elle aussi émigrée juive polonaise engagée dans la résistance française, et communiste et qui bien que venant d'une famille très religieuse et conservatriceparticipait aux grèves des mineurs dans le Nord-Pas-de-Calais et du bassin de Saint-Etienne. Démise de ses fonctions importantes à la MOI en 1938, « comme les autres communistes polonais », sur ordre de Staline, elle les conserve discrêtement grâce au « mineur du Nord qui devait la remplacer » est emprisonnée dans un camp, simule un voyage au Mexique, puis gagne Lyon, où elle « vole des machines à écrire et des ronéos dans des dépôts », monte plusieurs petites imprimeries clandestines et fournit du papier aux résistants polonais et italiens de Lyon qui en manquent, grâce « l'argent de quelques juifs riches ».
Elle tient à avoir un enfant pendant cette période de guerre, alors que lui se demande si le moment est bien choisi. Leur premier fils nait en 1944 sous une fausse identité, Pierre. Elle rejoint la région grenobloise dont elle est nommée chef du réseau de la résistance, et confie son fils à des nourrices pour mener à bien ses activités.
À la Libération, le couple se retrouve et s'installe à Paris mais il n'a pas la même envie de militer que sa femme, appelée « la Pasionaria juive » dans la Résistance. Celle-ci, expulsée au moment de la très sévère répression contre la grève des mineurs de 1948, décide de rentrer en Pologne et d'y emmener son fils Pierre. Alter s'y oppose violemment, refusant que son fils soit élevé dans un pays qu'il juge désormais « fasciste et antisémite ». Il enlève rapidement le bébé, dont la naissance avait été déclarée sous un faux nom, et le confie à sa sœur,.
En 1949, il épouse Ruth Ambrunn, une émigrée allemande juive de treize ans sa cadette. Ils habitent avenue Gambetta dans le XXe arrondissement de Paris avec Pierre, qu'ils ont récupéré. Ruth Goldman lui lit des passages de la Bible pour l'endormir le soir et abandonne son emploi dans une jardinière d'enfants pour tenir avec son mari le magasin familial d'articles de sports, et se consacrer à ses enfants : Pierre mais aussi Évelyne, née en 1950, Jean-Jacques, né en 1951 et Robert né en 1953.
Le 5 mars 1955, la rue du Groupe-Manouchian est inaugurée juste en face de chez Alter Mojsze Goldman, chez qui "la foule de camarades" présents à la cérémonie "vient se réunir" ensuite, alors qu'une  "violente discussion" avait opposé un an plus tôt Alter Mojsze Goldman à un autre militant PCF de sa famille à la mort de Staline à cause du complot des blouses blanches. Sur commande pour cette inauguration.
Pierre Goldman, le fils aîné d'Alter Mojsze Goldman, détaillera cet épisode en 1975, dans Souvenirs obscurs d'un juif né en France. Alors âgé de onze ans, il développe alors une admiration militante pour Marcel Rayman, l'un des trois dirigeants du  Groupe Manouchian-Boczov-Rayman qui vient de disparaitre du titre du poème d'Aragon et du nom de la rue. Il conserve ensuite en permanence une photo de Marcel Rayman dans son portefeuille et en fera cadeau à son avocat lorsque la Justice l'acquitte, en appel, d'une accusation de double meurtre en 1976.
En 1955, ils emménagent dans un pavillon à Montrouge, et la même année Alter Goldman rompt définitivement avec le parti communiste, indigné qu'il ait refusé de condamner le stalinisme lors du complot des blouses blanches.
Par la suite, il cesse toute activité politique pour se consacrer à son commerce et à sa famille, qui est très affectée en 1970 par les accusations de meurtre portées contre Pierre et par sa condamnation à perpétuité en 1974, alors qu'Alter Goldman est convaincu de son innocence, puis en 1979 lorsqu'il est assassiné.
Alter Goldman meurt en 1988, quelques semaines après avoir reçu la Légion d'honneur en reconnaissance de ses activités durant la résistance, sur lesquelles il s'est montré discret toute sa vie.